# Valdo di Lione
Valdo di Lione, noto anche come Pietro Valdo o Valdesio, conosciuto all'epoca in latino come Valdesius o  Valdes, in volgare francese Valdès e in occitano Vaudès (Lione, 1140 – 1206 circa), fu un mercante francese che ispirò lo sviluppo della Chiesa evangelica valdese.

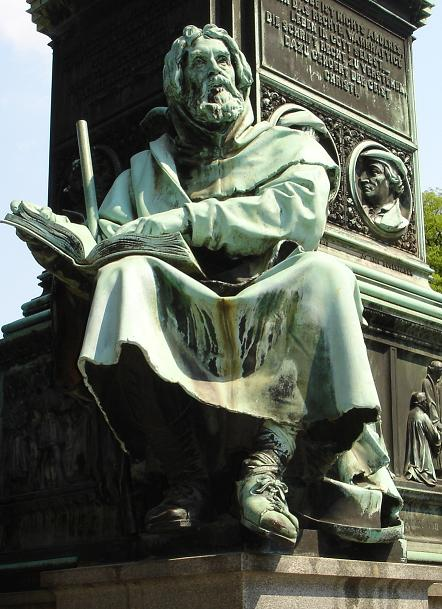
Statua raffigurante Valdo ubicata a Worms (Germania)

Si è spesso fatto riferimento a Vaulx-en-Velin come il luogo di nascita di Valdo di Lione.

## Biografia

### Il nome, il luogo e la data di nascita
Il fondatore del valdismo, nella sua Professione di fede del 1180, chiama se stesso, in latino, Valdesius, e tale nome è confermato, circa dieci anni dopo, nel Liber antiheresis del suo seguace Durando d'Osca. Walter Map, altro scrittore che conobbe, se non Valdo in persona, almeno alcuni suoi compagni a Roma durante il Concilio Lateranense III del 1179, lo cita in latino come Valdes, che corrisponde al volgare francese Valdès, mentre Alano di Lilla, nel suo Contra haereticos (1195), lo chiama Valdius.
Goffredo d'Auxerre, che vide Valdo al sinodo provinciale di Lione, nel 1180, lo chiama invece, nel suo Super Apocalypsim del 1187, Waudesius, aggiungendo, unico fra i contemporanei, che il nome deriva «dal suo luogo di nascita» e il latino Waudesius sembra la forma Vaudès in lingua d’oc dell'equivalente Valdès in lingua d’oïl. Il corrispondente nome italiano di Valdès si è affermato in Valdo quando, per la prima volta, nel 1587 così lo tradusse il primo storico valdese, Gerolamo Miolo, nella sua Historia breve e vera de gl'affari de i Valdesi delle Valli.
Riguardo al frequente uso di premettere a Valdo anche il nome di Pietro, occorre ricordare che tale prenome apparve per la prima volta nel valdese Liber electorum, risalente al primi decenni del XIV secolo, un testo che intende ricostruire la storia del Cristianesimo, attribuendo a Valdo il ruolo di rifondatore della comunità cristiana: di qui l'attribuzione del nome di Pietro, che ha pertanto una chiara funzione ideologica e nessun fondamento storico-biografico.

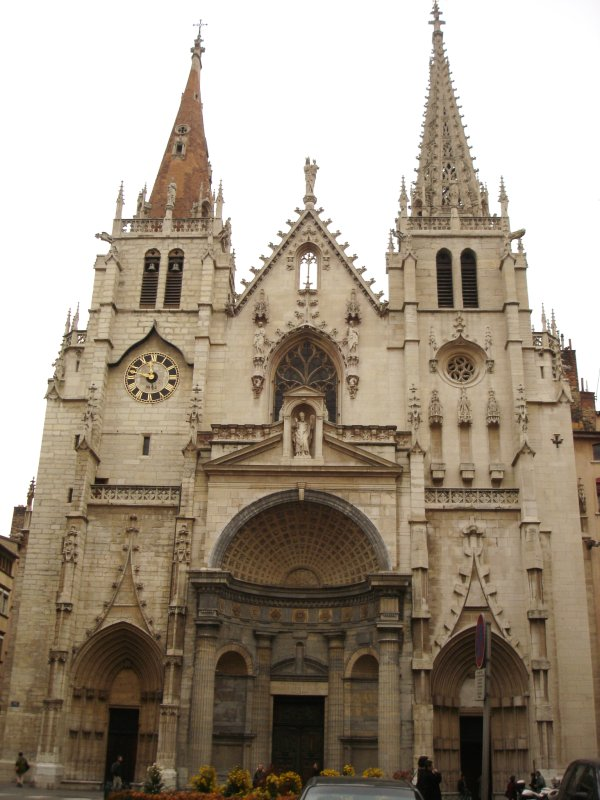
La chiesa di Saint-Nizier a Lione

La nota di Goffredo d'Auxerre introduce il problema dell'effettivo luogo di nascita di Valdo. Se s'intende che fosse originario della regione del Vaud, occorre dire che l'allora contea imperiale, che comprendeva l'odierno Cantone svizzero, era effettivamente denominata Comitatus waldensis o anche vualdensis; ma si può intendere che il suo nome provenisse da una delle tante cittadine o villaggi a nome Vaud o Vaux o simili, che si rintracciano in tutto il Delfinato; in particolare, si è spesso fatto riferimento a Vaulx-en-Velin, oggi inglobato nella città di Lione, come suo luogo di nascita. Ma il nome Valdo potrebbe anche derivare da vauda, termine che indicava, genericamente, la campagna.
Esiste anche la tarda attestazione dell'arcivescovo di Embrun, Jean Bayle, la cui Origo Valdensium et processus contra eos facti, scritta nel XVI secolo, indica che «Valdeo, cittadino lionese, abitava in un luogo detto popolarmente Val grant»: la tradizione popolare indicava la strada in cui Valdo abitava a Lione, nel quartiere di Saint-Nizier, come rue Vendrant o Vandran, che poi, dopo la cacciata dei valdesi dalla città nel 1183, fu chiamata rue Maudicte (maledetta). Oggi, esiste una via a Lione che porta il suo nome, nel 5ème arrondissement (rue Pierre-Valdo).
Allo stato attuale delle conoscenze si può dunque solo dire che Valdo, proveniente dalla provincia, si era stabilito a Lione; l'essersi qui fatta un'importante posizione – tanto da essere divenuto uno dei notabili della città - e l'aver già qui acquisito la notorietà che lo ha reso un personaggio storico di tale rilevanza, giustifica pertanto il suo nome di Valdo di Lione.
Quanto alla sua data di nascita, che non è conosciuta con certezza, anche trascurando la nota del tardo Liber electorum, che lo fa nascere esattamente 800 anni dopo la morte di Costantino I e dunque nel 1137, è certo che egli nel 1174 aveva due figlie appena adolescenti. Non si è probabilmente lontani dalla verità indicando una data di nascita intorno a una quarantina di anni prima, ossia poco dopo il 1130.

### Valdo a Lione
La più antica testimonianza sull'attività di Valdo, risalente agli anni 1174 - 1179, è il Liber visionum et miraculorum, un manoscritto proveniente dall'abbazia di Clairvaux. In un suo passo è riportato che:
«A Lione, prima metropoli, viveva un uomo molto ricco e famoso che distribuì ai poveri tutte le cose che aveva, non riservandosi alcunché. Costui divenne così povero che di porta in porta, in modo pubblico come gli altri poveri, nella città in cui aveva brillato per gloria e onore di ricchezze, mendicava il sostentamento, suscitando la riprovazione dei suoi concittadini. Quando veniva incontrato da coloro che chiedevano la causa di un cambiamento tanto inopinato e repentino, stupefacente e ammirevole, si dice che tale fosse la sua risposta: Se vi fosse dato di vedere e credere i tormenti futuri che ho visto e in cui credo, forse anche voi vi comportereste in modo simile».
La notizia dovette essere recata dallo stesso arcivescovo di Lione, Guichard, durante la sua visita a Chiaravalle nel 1174. Viene così sostanzialmente confermata la data indicata dall'anonima Chronica – la fonte più ricca d'informazioni sulla "conversione" di Valdo - scritta da un monaco del convento di Santa Maria di Laon, risalente al 1220 e che è relativa agli anni dal 1152 al 1219, la quale pone la donazione dei beni di Valdo e la svolta data alla sua vita, al 1173.
È tradizione comune che Valdo fosse un importante mercante di tessuti; la Chronica afferma che Valdo «aveva accumulato molto denaro per sé mediante l'iniquità del prestito a interesse» (foeneris), che possedeva terre, vigne, case, mulini e forni e che, come la moglie, era in famigliarità con l'arcivescovo Guichard.
L'inquisitore domenicano Stefano di Borbone, nel suo trattato Sui sette doni dello Spirito Santo, databile verso il 1250, scrive che il ricco mercante Valdo avrebbe incaricato il prete Stefano d'Anse, dietro compenso di un forno di sua proprietà, di tradurre dal latino in volgare un'ampia scelta di libri della Bibbia, assumendo come copista il giovane Bernardo Ydros. Stefano di Borbone, che conobbe sia Stefano d'Asne che Bernardo Ydros, divenuto poi canonico della cattedrale di Lione, scrive che «essi tradussero per Valdo parecchi libri della Bibbia ed estratti dei Padri della Chiesa raccolti sotto il titolo di Sentenze: leggendole e rileggendole Valdo finì per impararle a memoria».

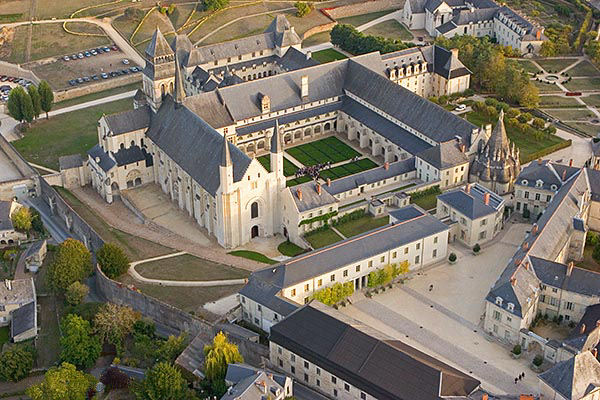
L'attuale abbazia di Fontevraud

Dopo questo particolare interesse mostrato da Valdo per lo studio della Bibbia si sarebbe verificato – secondo l'anonima Chronica di Laon – l'episodio nel quale, seguendo la consolidata tradizione delle narrazioni edificanti, si somma l'esempio della vita esemplare di un santo all'esortazione di un ecclesiastico: nella primavera del 1173 Valdo, ascoltando un giullare cantare la Légende de saint Alexis - un poema in langue d'oil del 1080 di Tedbaldo di Vernon, tratto da un'antica leggenda greca del V secolo - il punto in cui Alessio comunica alla moglie la sua decisione di vivere in povertà e castità avrebbe convinto Valdo a fare altrettanto. Il giorno dopo Valdo chiese consiglio a un maestro di teologia, che lo esortò a dare ai poveri tutti i suoi beni e a seguire una vita perfettamente cristiana.
I beni immobili furono lasciati alla moglie mentre il denaro venne in parte donato ai poveri e alle vittime della sua usura e in parte andò a costituire la dote delle due figlie destinate al convento di Fontevraud, fondato non a caso da Roberto d'Arbrissel, un predicatore itinerante che Valdo probabilmente considerava in armonia con la propria visione della vita religiosa.
Già nel 1177, secondo la Chronica, «iniziò ad avere compagni che, seguendo il suo esempio, elargendo ogni loro proprietà ai poveri, professarono spontaneamente la povertà. Poi, poco a poco, iniziarono a confessare, con ammonizioni pubbliche e private, i propri e gli altrui peccati». È da rilevare come la Chronica guardi con simpatia e con approvazione alla scelta pauperistica di Valdo, almeno fino alla sconfessione del movimento valdese, mentre Stefano di Borbone, scrivendo dopo l'apertura del conflitto fra la Chiesa e i valdesi, rileva come in quell'inizio di confessione dei propri e altrui peccati e in quelle ammonizioni, Valdo «usurpò l'ufficio degli apostoli, predicando i Vangeli e quel che aveva imparato per le vie e per le piazze; riunì intorno a sé molti uomini e donne perché facessero lo stesso, istruendoli sui Vangeli. E li mandava a predicare nelle città vicine, pur essendo quelli di condizione sociale modestissima».
L'inquisitore Stefano rileva, con evidente riprovazione, la modesta condizione dei predicatori causa, secondo lui, di probabili errori di dottrina. In ogni caso, in questi primi anni, i predicatori non creano problemi alle istituzioni ecclesiastiche, non entrano in polemica con queste e anzi, sembrano godere dell'appoggio dell'arcivescovo di Lione, Guichard di Pontigny.

### L'arcivescovo Guichard
Arcivescovo di Lione dal 1165, grazie all'appoggio di Thomas Becket e papa Alessandro III, ma in carica effettiva solo due anni dopo, il cistercense Guichard propose una profonda riforma nella comunità ecclesiastica: il suo obiettivo era di costringere i canonici del Capitolo, di origine nobiliare, che sfruttavano la loro carica per arricchirsi, a tornare ad adempiere ai loro doveri liturgici, promulgando a questo scopo, nel 1175, gli Statuti della chiesa lionese, nei quali si propose di porre termine agli abusi, appoggiandosi ai semplici chierici - tra i quali Stefano d'Anse e Bernardo Ydros - e ai laici più sensibili ai temi del rinnovamento delle istituzioni ecclesiastiche, cercando di coinvolgerli in alcuni dei compiti trascurati dal clero.

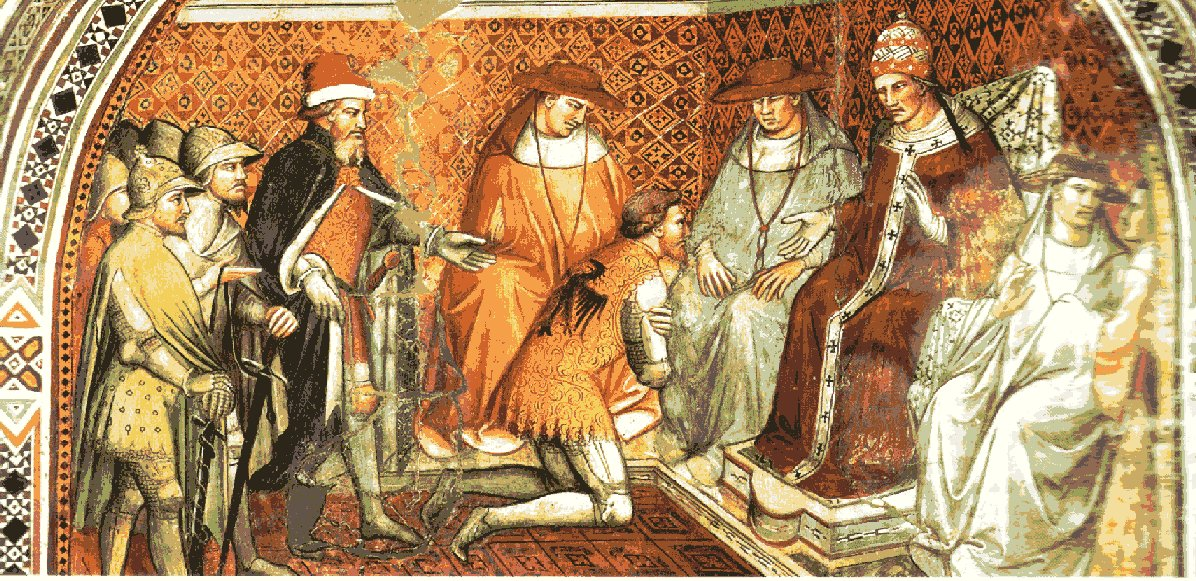
Sottomissione di Barbarossa ad Alessandro III, Spinello Aretino, Siena, Palazzo Pubblico

Non era però possibile che le aperture del Guichard nei confronti dei laici, e di Valdo in particolare, potessero spingersi fino all'autorizzazione, riservata al clero regolare, a predicare pubblicamente: questi, portando ad esempio la loro scelta pauperistica, si sarebbero inevitabilmente posti, direttamente o indirettamente, in modo palesemente critico nei confronti delle gerarchie ecclesiastiche, formate da ricchi nobili che godevano di prebende e privilegi che da tempo suonavano offesa agli occhi di masse per lo più diseredate. La loro scelta di vita era apprezzata fintantoché rimaneva circoscritta nella sfera individuale ma diveniva pericolosa se pubblicamente esibita come un esempio che dovesse essere seguito da tutti.
Con la pace conclusa con il Barbarossa e la fine dello scisma che gli aveva contrapposto ben tre antipapi, Alessandro III volle indire a Roma un Concilio che discutesse della riforma ecclesiastica e della predicazione catara che da anni si estendeva in Francia. Per Valdo e i suoi seguaci il Concilio costituiva la migliore occasione per presentare di fronte alla maggiore assise ecclesiale le loro richieste di partecipazione attiva alla vita religiosa.

### Il Concilio lateranense
Il Terzo Concilio ecumenico lateranense si aprì a Roma il 5 marzo 1179; erano presenti anche Valdo e alcuni suoi seguaci per chiedere l'approvazione della loro confraternita - che fu concessa - e il permesso di predicare. Attesta infatti Walter Map nel suo De nugis curialium, scritto circa dieci anni dopo l'episodio, che i valdesi presenti al concilio «presentarono al signor papa un libro scritto in lingua gallica in cui erano contenuti il testo e la glossa del Salterio e di molti altri libri dei due Testamenti. Costoro chiedevano, con molta insistenza, che fosse loro confermata l'autorizzazione alla predicazione, perché si credevano degli esperti mentre erano a mala pena dei saccenti, simili a uccelli che, non vedendo la trappola, s'immaginano sempre di poter prendere il volo».
Sottoposti ad una sorta di esame dottrinale, due valdesi - il Map non ne cita il nome, né fa in particolare il nome di Valdo - caddero infatti in un tranello teso dal canonico inglese, rispondendo di credere tanto nelle tre persone divine che «nella madre di Cristo», non è chiaro se commettendo l'errore di equiparare di fatto, con questa risposta, Maria alla Trinità o se ignorassero che si sarebbe dovuto parlare, secondo correttezza dottrinale, di «madre di Dio».

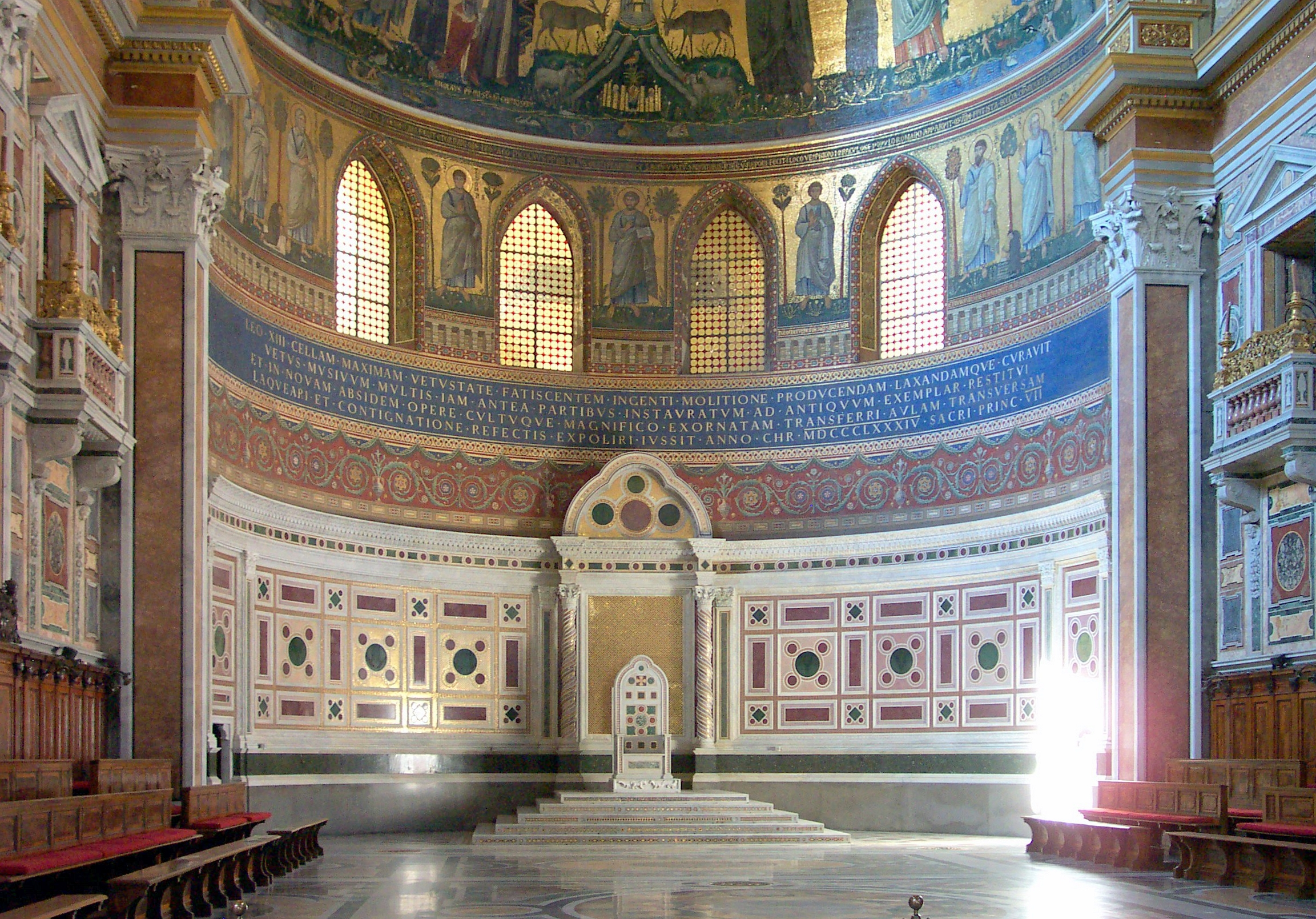
L'abside di San Giovanni in Laterano

Se la Bibbia tradotta in francese non sollevò censure nel Concilio, l'autorizzazione alla predicazione non fu concessa a tutti i valdesi, ma Moneta da Cremona (ca 1238) scrive che Valdo, nel Concilio, dopo aver promesso di mantenere (servare) la dottrina di quattro Dottori della Chiesa - non citati espressamente, ma dovrebbe trattarsi dei primi quattro Padri della Chiesa occidentale, san Gerolamo, sant'Ambrogio, sant'Agostino e san Gregorio Magno - «ricevette dal papa il diritto (officium) di predicare, della qual cosa si può trovare facilmente la documentazione (testimonium)». Non si sa con esattezza a quale documento Moneta si riferisca ma si ritiene che sia la Professione di fede firmata da Valdo l'anno dopo, nel corso del Sinodo vescovile tenuto a Lione. Se così fosse, il testo di Moneta indurrebbe a credere che nel 1179 Valdo avrebbe ricevuto oralmente dal papa il permesso di predicare, a condizione di firmare nel 1180 a Lione un atto formale di obbedienza e di ortodossia alle gerarchie, come avvenne nel caso di Francesco d'Assisi, al quale papa Innocenzo III nel 1210 concesse oralmente tale permesso, facendo ad esso séguito un successivo atto formale di obbedienza.
La Chronica anonima di Laon parla invece del divieto di predicazione stabilito dal Concilio, «salvo che lo richiedano i sacerdoti», affermazione che contraddice quella di Moneta e riafferma la tradizione della necessità di uno stretto controllo ecclesiastico sulle iniziative, prese da laici, in materia di religione. Non vi sono nei Canoni del Concilio, concluso dopo tre sessioni il 19 marzo 1179, riferimenti alla Fraternità valdese: il Concilio prese decisioni soltanto riguardo all'elezione del papa, per la quale stabilì la norma della maggioranza dei due terzi e la condanna degli "eretici" diffusi in Francia, «chiamati da alcuni catari, da altri patarini, da altri ancora pubblicani».
Il Liber electorum valdese, scritto verso il 1340, sostiene che, sulla via del ritorno a Lione, Valdo predicò comunque, facendo discepoli nell'Italia settentrionale.

### LaProfessione di fededi Valdo
L'anno successivo alla conclusione del Concilio lateranense, il legato pontificio Enrico di Marcy presiedette un sinodo provinciale nella cattedrale di Saint-Jean-et-Saint-Étienne a Lione. Il legato era stato mandato in Francia appositamente per stroncare l'eresia catara, particolarmente pericolosa agli occhi della Chiesa perché, appoggiata da nobili, come il conte di Tolosa e il visconte di Carcassonne, si era data una struttura ecclesiastica, nominando vescovi, organizzando concili e radicandosi nei territori del sud della Francia con un crescente potere politico ed economico.

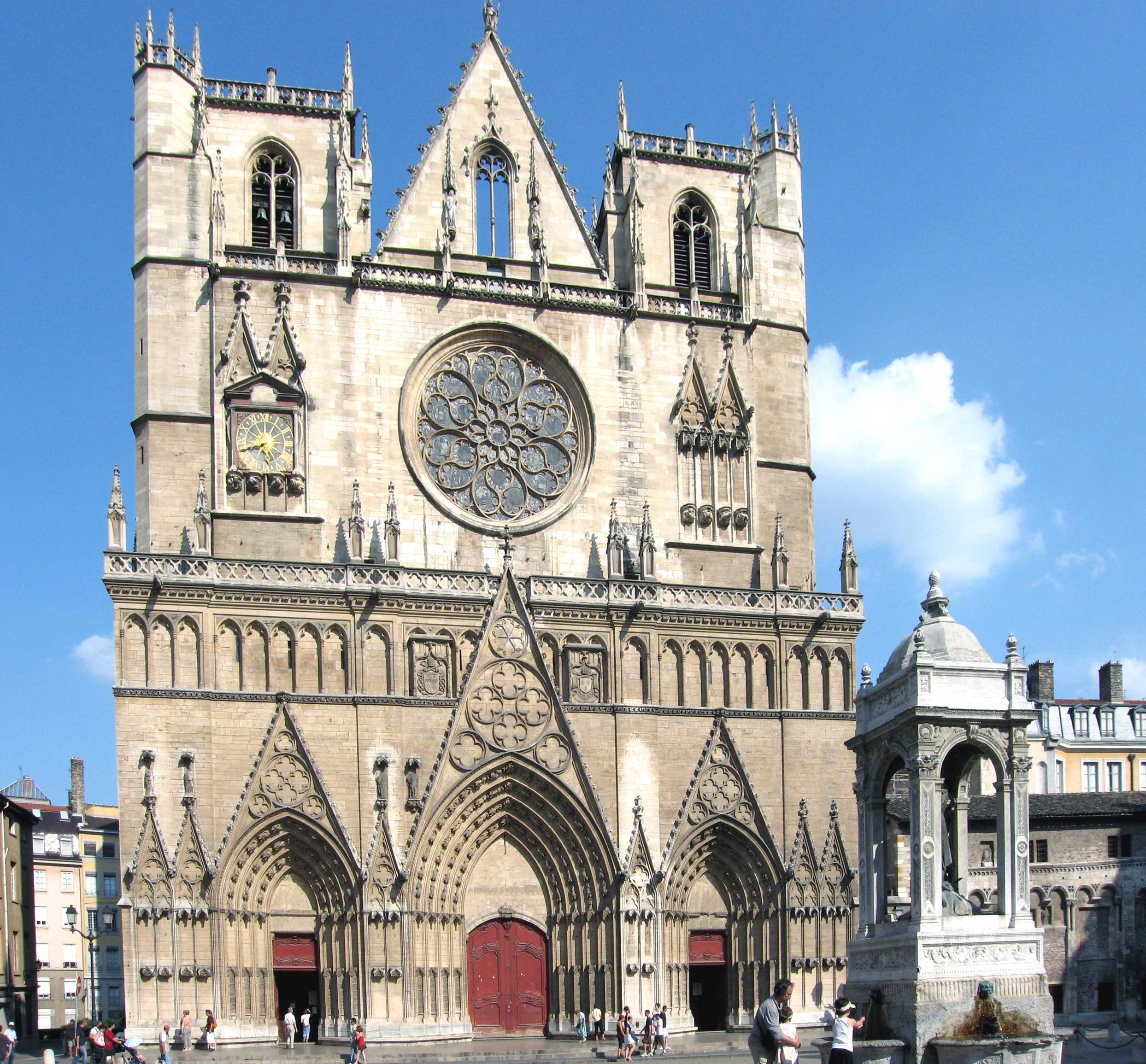
La cattedrale di Lione

L'intento del legato pontificio era quello di far riaffermare a Valdo l'ortodossia cattolica, distinguendo il suo movimento da quello cataro ma senza concedere alcun riconoscimento esplicito a un ministero itinerante di predicazione, che era invece l'essenziale obiettivo di Valdo.
Davanti a un'assemblea di nobili e di ecclesiastici, fra i quali vi erano l'arcivescovo Guichard e l'abate di Hautecombe, Goffredo d'Auxerre, Enrico di Marcy presentò a Valdo e ai suoi seguaci il tradizionale documento - risalente al V secolo - utilizzato nella consacrazione dei vescovi ma modificato per essere adattato a questa particolare occasione, che è passato alla storia come la Professione di fede di Valdo.
Gli articoli di fede professati erano sottoscrivibili senza problemi da Valdo: la Trinità, la creazione, l'incarnazione e la resurrezione di Cristo, l'ultimo giudizio. Nella Professione viene poi ribadito che la vera Chiesa è una sola e immacolata, che non vi è salvezza al di fuori di essa, che i sacramenti sono validi anche se il prete è un peccatore - una precisazione antidonatista -, il matrimonio è legittimo, anche se la castità è benedetta, e Cristo è presente realmente nell'eucaristia mentre il diavolo non è malvagio per natura ma per sua scelta - una precisazione antimanichea e anticàtara in particolare.
L'ultima parte della Professio si compone del Propositum, il programma che la nuova confraternita deve impegnarsi a perseguire, secondo il legato pontificio:
Ci siamo proposti di osservare i consigli evangelici come precetti. Ma affermiamo e crediamo che coloro che restano nel mondo e possiedono beni materiali se, con i loro mezzi, fanno elemosine e altre opere buone e osservano i comandamenti del Signore, si salveranno sicuramente.
Facciamo dunque appello alla vostra prudenza affinché, se dovesse accadere che qualcuno venga dalle vostre parti dicendo di essere dei nostri senza avere questa fede, sappiate che certamente non è dei nostri.»
Nella tradizione della Chiesa, i precetti valgono per tutti i cristiani, mentre i consigli, sommati ai precetti, sono riservati a coloro che intendono seguire una morale più rigorosa in virtù della scelta di una vita di perfezione. Anche i valdesi s'impegnano a intraprendere un cammino di perfezione, assimilando i consigli ai precetti, ma è inteso che una tale scelta impegna loro soltanto ed essi non devono pretendere che coloro che posseggono beni vi rinuncino, perché potranno salvarsi ugualmente. Chi pretendesse questo, non potrà far parte della comunità valdese, non sarà riconosciuto né da Valdo né dalla Chiesa che quella confraternita approvava a queste condizioni.
Sottoscrivendo la Professione di fede di Enrico di Marcy, Valdo aveva, se ne fosse reso conto o meno, prestato fedeltà agli insegnamenti della Chiesa. Il diritto di Valdo a predicare, di cui nella Professione non vi è per altro alcuna traccia di riconoscimento, non avrebbe comunque dovuto mutare nulla di questa realtà consolidata e riaffermata: se lo avesse fatto, doveva sapere che si sarebbe posto contro la Chiesa.

### Predicazione e scomunica dei "Poveri di Lione"
Il movimento di Valdo, che si è storicamente imposto col nome di "Poveri di Lione" e, più tardi, di valdesi, era propriamente di "Pauperes spiritu" - poveri nello spirito - secondo l'espressione contenuta nel Sermone del monte (Matteo, 5, 3); per alcuni anni dopo la Professione di fede non vi sono notizie sulla loro attività: nel 1181 muoiono tanto Alessandro III - al quale succede papa Lucio III - che l'arcivescovo Guichard, la cui successione avrà soluzione con l'elezione nell'ottobre 1182, e l'insediamento a Lione soltanto nell'aprile 1183, di Giovanni Bellemani.

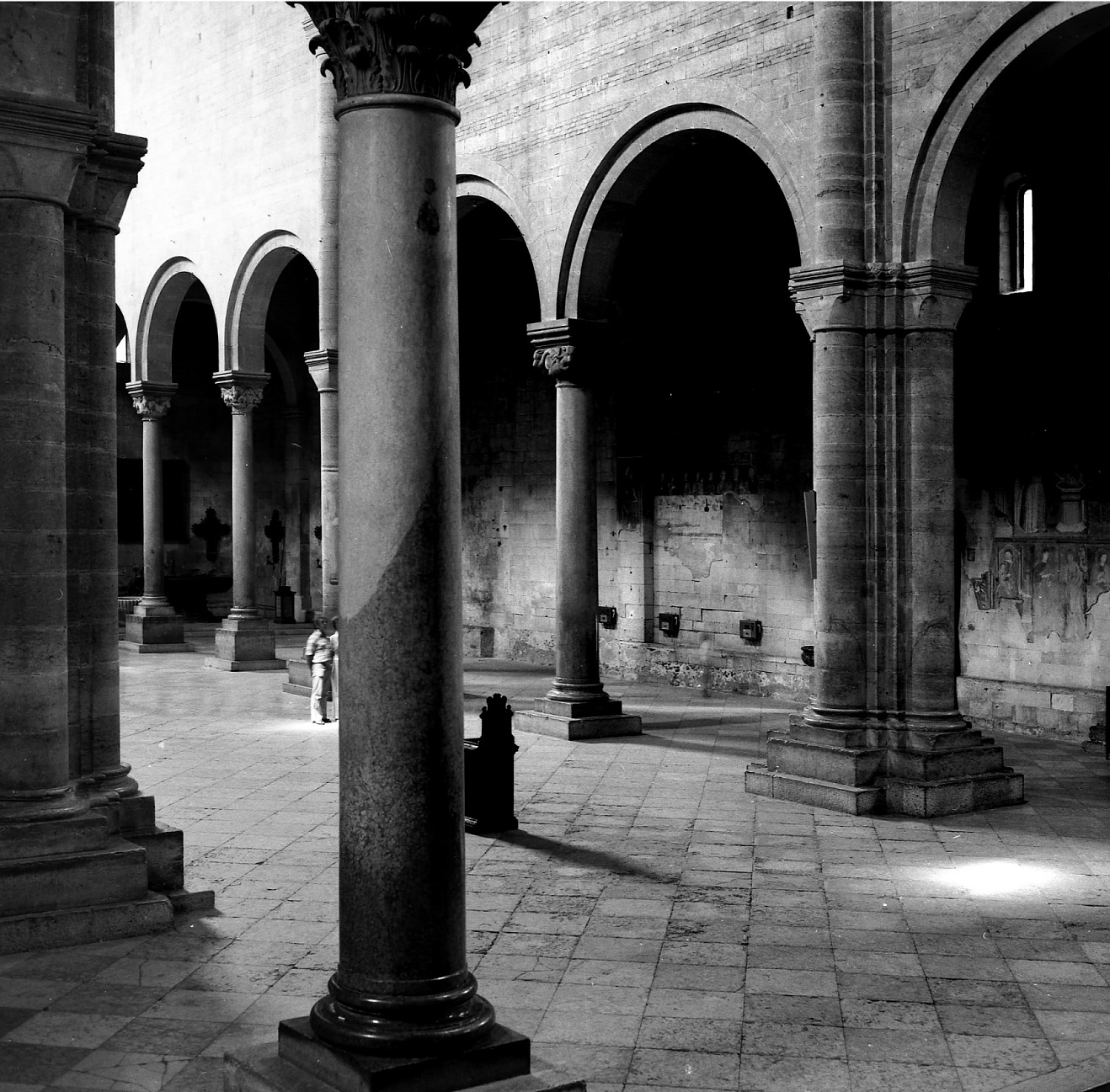
Interno della Basilica di San Zeno

Durante il convegno di Verona con l'imperatore Federico Barbarossa, nel quale erano presenti anche Giovanni Bellemani ed Enrico di Marcy, papa Lucio III promulgò dalla Basilica di San Zeno, il 4 novembre 1184, la costituzione Ad abolendam diversarum haeresium pravitatem che si occupa dei mezzi da adottare per condurre a fondo la lotta contro le eresie. Si fa obbligo al vescovo di intervenire dove vi siano sospetti di eresia e di far giurare alle autorità civili di denunciarli, quando ne abbiano notizia, irrogando loro le punizioni adeguate, che vanno dalla dichiarazione di infamia al sequestro dei beni e all'esilio.
Nella costituzione si indirizza l'anatema contro i movimenti ereticali già noti - «Decretiamo dunque che siano colpiti da anatema perpetuo innanzi tutto i Catari e i Patarini e coloro che, con falso nome, affermano mentendo di essere Umiliati o Poveri di Lione, Passagini, Giuseppini, Arnaldisti» - e in generale contro coloro che professino dottrine non autorizzate sui sacramenti e che predichino senza essere stati autorizzati. L'anatema comporta l'esclusione dalla chiesa e, a differenza della semplice scomunica, li considera scismatici e destinati alla dannazione eterna.
Quell'anatema non si indirizza dunque contro i Poveri di Lione, ma contro coloro che si spacciassero per tali, segno che vi erano movimenti di predicatori il cui messaggio era molto vicino a quello contenuto nelle predicazione valdese.
Ma l'esplicita necessità di ottenere l'autorizzazione alla predicazione dovette compromettere i rapporti fra i Poveri di Lione e l'arcivescovo Bellemani: il movimento di Valdo continuò nella predicazione e fra loro si videro predicare anche le donne, come sostiene Goffredo d'Auxerre: insieme con la critica alle ricchezze e all'immoralità del clero, l'esistenza di un movimento che non intendeva lasciarsi integrare nella tradizione ecclesiastica doveva apparire particolarmente intollerabile a un vescovo della durezza di Giovanni. Stefano di Borbone riferisce del divieto di predicazione intimato nel palazzo arcivescovile di Lione a Valdo, che rifiutò, vantando il dovere di obbedire a Dio prima che agli uomini.
Così, scrive Stefano,«i valdesi dalla presunzione e dall'usurpazione dell'ufficio apostolico caddero nella disubbidienza, poi nella contumacia e poi nella sentenza di scomunica». Infine, l'arcivescovo decretò la loro espulsione dalla diocesi di Lione.
Di Valdo non si hanno più notizie e la sua morte è collocata dagli studiosi tra il 1206 e il 1207. Del tutto fantasiosa è la tradizione che lo vorrebbe emigrato in Boemia, leggenda che evidentemente vuole stabilire un legame fra lui e Jan Hus. Valdo «disparve senza chiasso come tanti suoi compagni dai quali non aveva mai pensato di distinguersi, come uno sconosciuto soldato del combattimento secolare, della protesta che egli stesso aveva avviato, umile discepolo di Gesù Cristo come volle essere e restare fino alla morte. Nessuna leggenda potrebbe rendere più suggestiva una morte così pura».

### Sul nome, luogo e data di nascita
- A. Dondaine, Aux origines du Valdéisme. Une profession de foi de Valdès, in «Archivum Fratrum Praedicatorum», 16, Roma, 1946
- Durando d'Osca, Liber antiheresis, in «K. V. Selge, Die ersten Waldenser», Berlino, 1967
- W. Map, Svaghi di corte, Parma, 1990
- Alano di Lilla, Contra haereticos, in «Ms Vat. Lat. 903», Città del Vaticano
- Goffredo d'Auxerre, Super Apocalypsim, Roma, 1970
- G. Miolo, Historia breve e vera de gl'affari de i Valdesi delle Valli, Torino, 1971
- J. Bayle, Origo Valdensium et processus contra eos facti, in «S. R. Maitland, Facts and documents illustratives of history, doctrines and rites of the ancient Albigenses and Waldenses», Londra, 1832
- Liber electorum, in «I. von Doellinger, Beitrage zur Sektengeschichte des Mittelalters», Münich, 1890
- G. G. Merlo, Valdo. L'eretico di Lione, Torino, Claudiana, 2010.

### Sull'attività di Valdo a Lione
- Liber visionum et miraculorum, in «Ecole nationale des chartres», Parigi, 2000
- Chronica anonima di Laon, in «A. Cartellieri – W. Stechele, Chronicon Universale, 1154-1219», Lipsia-Parigi, 1909
- Venerabilis Patris Monetae Cremonensis Ordinis Praedicatorum, S. P. Dominico aequalis, adversus Catharos et Valvenses libri quinque, in «The Waldenses: between an Order and a Church (1170 – 1530)», Aldershot, 2001
- Stefano di Borbone, Tractatus de septem donis Spiritus Sancti, in «A. Lecoy de la Marche, Anecdotes historique, légendes et apologues tirés du recueil inédit d'Etienne de Bourbon, dominicain du XIIIe siècle», Parigi, 1877
- A. Patschowsky, Der Passauer Anonymus, Stoccarda, 1969

### Sull'arcivescovo Guichard
- Ph. Pouzet, La vie de Guichard, abbé de Pontigny (1136-1165) et archevêque de Lyon (1165-1181), Lione, 1929
- M. Rubellin, Au temps où Valdès n'était pas hérétique, in «Inventer l'hérésie?», Nizza, 1998

### Sul Concilio lateranense
- H. Grundmann, Movimenti religiosi nel Medioevo, Bologna, 1980
- W. Map, Svaghi di corte, Parma, 1990
- Storia dei concili ecumenici, a cura di G. Alberigo, Brescia, 1990 ISBN 88-399-0088-8
- Enchiridion Fontium Valdensium, a cura di G. Gonnet, Torino, 1998
- Venerabilis Patris Monetae Cremonensis Ordinis Praedicatorum, S. P. Dominico aequalis, adversus Catharos et Valvenses libri quinque, in «The Waldenses: between an Order and a Church (1170 – 1530)», Aldershot, 2001

### SullaProfessione di fededi Valdo
- A. Dondaine, Aux origines du Valdéisme. Une profession de foi de Valdès, in «Archivum Fratrum Praedicatorum», 16, Roma, 1946
- K. V. Selge, Die ersten Waldenser, Berlino, 1967
- R. Cegna, Fede ed etica valdese nel Quattrocento, Torino 1982
- E. Peretto, Movimenti spirituali laicali del Medioevo, Roma 1985
- L. Paolini, Eretici del Medioevo. L'albero selvatico, Bologna, 1989

### Sulla predicazione e la scomunica dei "Poveri di Lione"
- Enchiridion Fontium Valdensium, a cura di G. Gonnet, Torino, 1998
- F. M. Bartos, Nove saggi di storia boema, Praga 1941